# Kim Sang-hoon
Kim Sang-hoon (8 de junho de 1973) é um treinador e ex-futebolista profissional sul-coreano que atuava como defensor. Atualmente, comanda a Seleção Guamesa de Futebol.

## Carreira
Kim Sang-hoon representou a Seleção Sul-Coreana de Futebol nas Olimpíadas de 1996.